# SN 2010ag
SN 2010ag – supernowa typu Ia-pec odkryta 5 marca 2010 roku w galaktyce UGC 10679. W momencie odkrycia miała maksymalną jasność 16,50m.